# Coudreceau
Coudreceau est une ancienne commune française située dans le département d'Eure-et-Loir en région Centre-Val de Loire, devenue le 1er janvier 2019 une commune déléguée au sein de la commune nouvelle d'Arcisses.

## Géographie

### Situation

Situation géographique
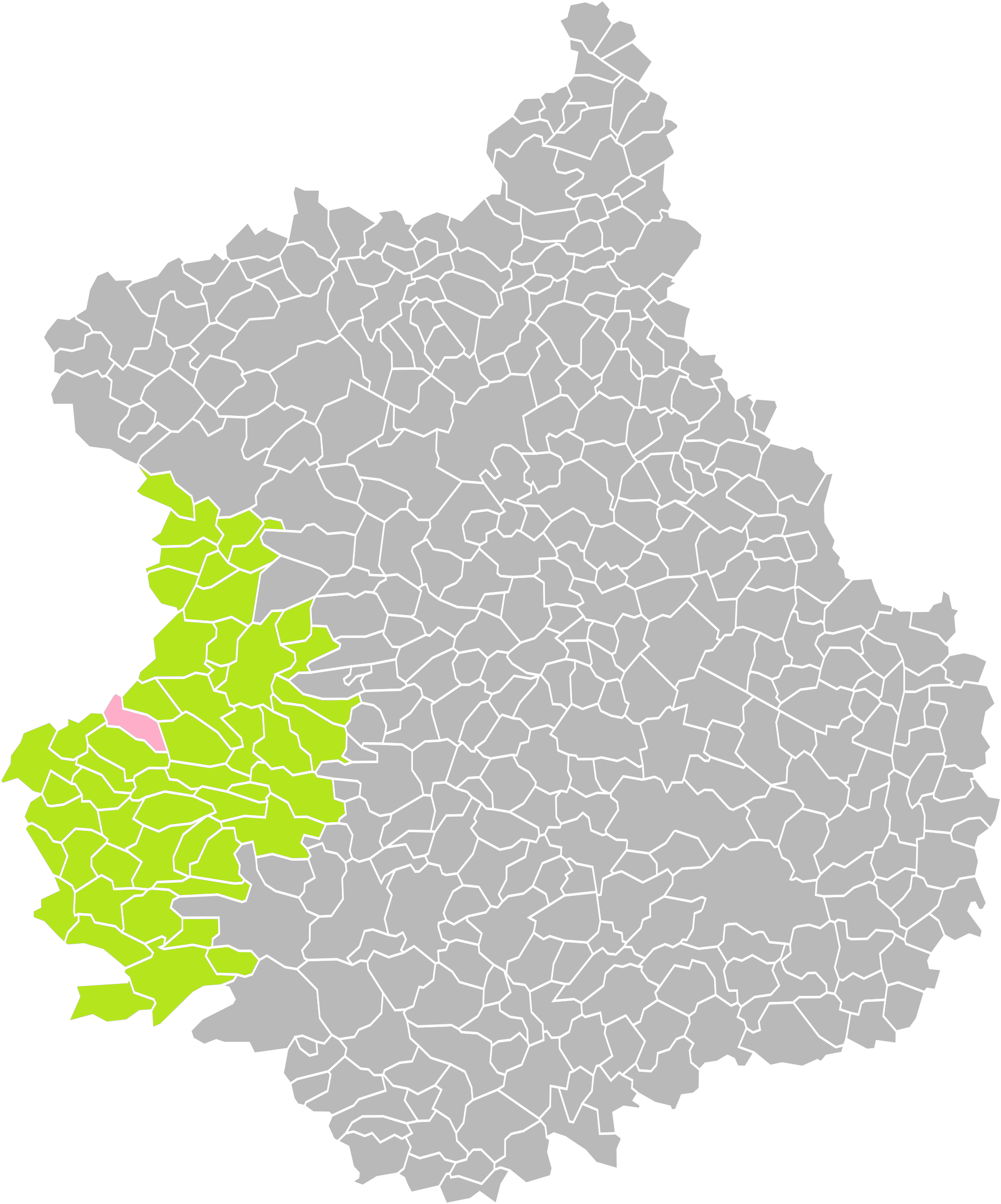
Coudreceau dans son arrondissement.
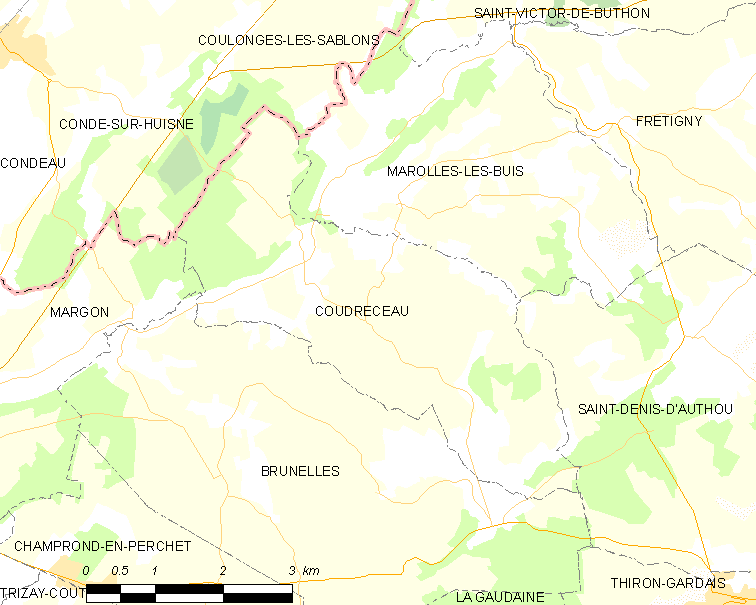
Carte de la commune de Coudreceau.

### Communes et département limitrophes
| Condé-sur-Huisne (Orne) | Marolles-les-Buis |                      |
| Margon                  | Coudreceau        | Saint-Denis-d'Authou |
|                         | Brunelles         |                      |

### Hydrographie
La commune est traversée par la rivière la Cloche, affluent en rive gauche de l'Huisne, sous-affluent du fleuve la Loire par la Sarthe et la Maine.
Elle abrite également la source de la Vinette, affluent de la Cloche.

## Toponymie
Gaulois *coldoro, "noisetier, coudrier", et diminutif -icellus, en français -eceau = petit noisetier, petit coudrier.
Coldrucel, vers 1140. (Cartulaire de Thiron, t. 1) ; Codricellum, 1142 (Archives départementales d'Eure-et-Loir-H 260) ; Coudricol, 1160 (Archives départementales d'Eure-et-Loir-H 260) ; Codrecellum, vers 1160 (Archives départementales d'Eure-et-Loir-H 260) ; Coudreceol, 1257 (Archives départementales d'Eure-et-Loir-H, Abbaye de la Sainte-Trinité de Tiron) ; Couldrecellum, vers 1400 (Archives départementales d'Eure-et-Loir-H 260) ; Condresseau, XVIIIe s. (Carte de Cassini).
La variante de Cassini correspond à une erreur de gravure.

## Histoire
Le 1er janvier 2019, elle fusionne avec Brunelles et Margon pour constituer la commune nouvelle d'Arcisses dont la création est actée par un arrêté préfectoral du 14 novembre 2018. Celle-ci choisit l'adhésion à la communauté de communes du Perche.

## Politique et administration

### Liste des maires
| Période                                  | Période  | Identité        | Étiquette | Qualité     |
| ---------------------------------------- | -------- | --------------- | --------- | ----------- |
| janvier 2019                             | En cours | Francis Vaudron | DVD       | Agriculteur |
| Les données manquantes sont à compléter. |          |                 |           |             |

| Période                                  | Période          | Identité        | Étiquette | Qualité     |
| ---------------------------------------- | ---------------- | --------------- | --------- | ----------- |
| 2008                                     | 31 décembre 2018 | Francis Vaudron | DVD       | Agriculteur |
| Les données manquantes sont à compléter. |                  |                 |           |             |

## Population et société

### Démographie
L'évolution du nombre d'habitants est connue à travers les recensements de la population effectués dans la commune depuis 1793. Pour les communes de moins de 10 000 habitants, une enquête de recensement portant sur toute la population est réalisée tous les cinq ans, les populations de référence des années intermédiaires étant quant à elles estimées par interpolation ou extrapolation. Pour la commune, le premier recensement exhaustif entrant dans le cadre du nouveau dispositif a été réalisé en 2006.

En 2016, la commune comptait 483 habitants, en évolution de +11,81 % par rapport à 2010 (Eure-et-Loir : −0,23 %, France hors Mayotte : +2,11 %).
| 1793 | 1800 | 1806 | 1821 | 1831 | 1836 | 1841 | 1846 | 1851 |
| ---- | ---- | ---- | ---- | ---- | ---- | ---- | ---- | ---- |
| 750  | 715  | 787  | 825  | 779  | 882  | 881  | 899  | 867  |

| 1856 | 1861 | 1866 | 1872 | 1876 | 1881 | 1886 | 1891 | 1896 |
| ---- | ---- | ---- | ---- | ---- | ---- | ---- | ---- | ---- |
| 875  | 825  | 842  | 739  | 703  | 691  | 655  | 688  | 656  |

| 1901 | 1906 | 1911 | 1921 | 1926 | 1931 | 1936 | 1946 | 1954 |
| ---- | ---- | ---- | ---- | ---- | ---- | ---- | ---- | ---- |
| 668  | 570  | 579  | 510  | 456  | 424  | 396  | 394  | 393  |

| 1962 | 1968 | 1975 | 1982 | 1990 | 1999 | 2006 | 2011 | 2016 |
| ---- | ---- | ---- | ---- | ---- | ---- | ---- | ---- | ---- |
| 359  | 320  | 283  | 333  | 375  | 403  | 420  | 438  | 483  |

## Culture locale et patrimoine

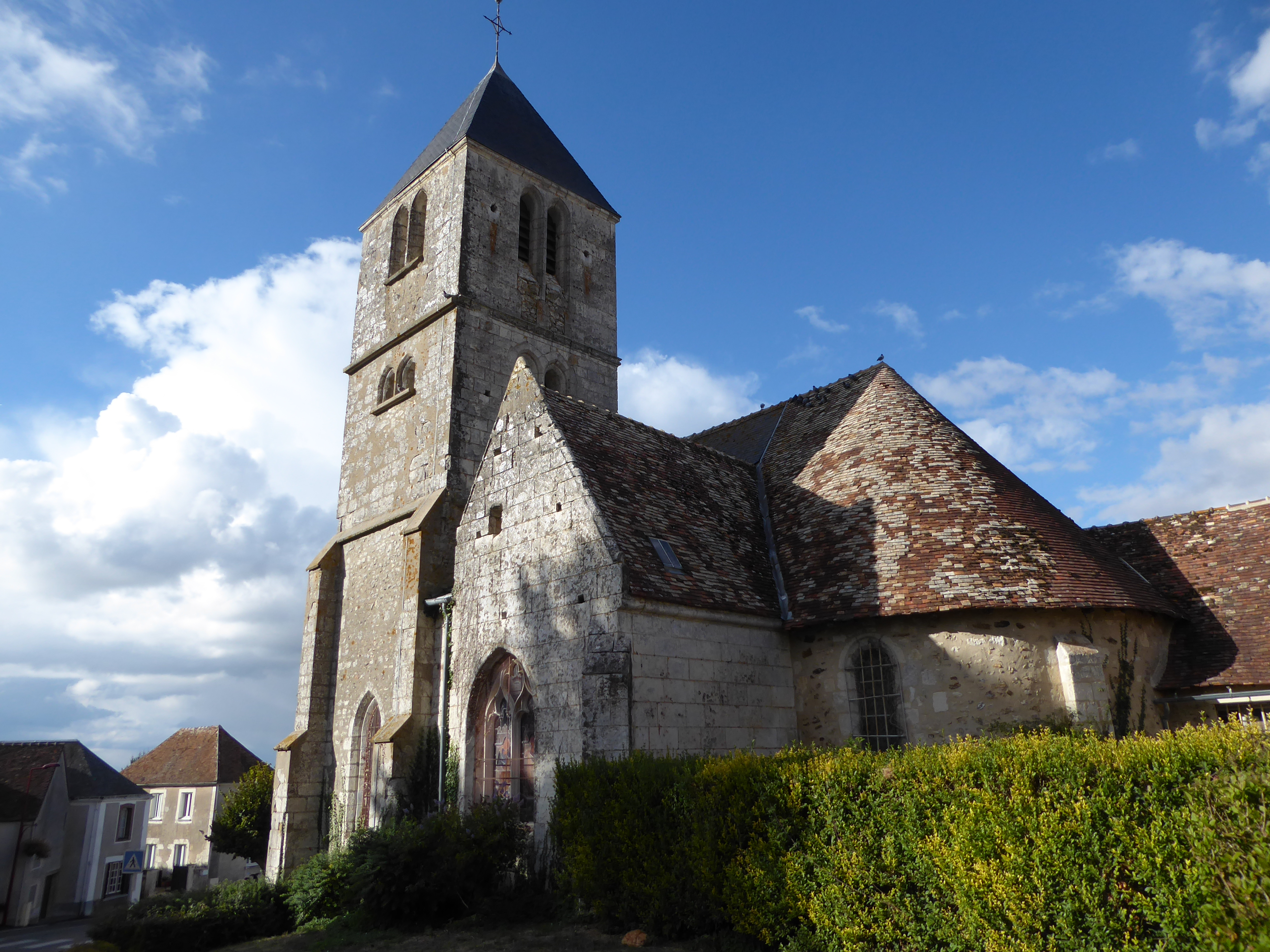
L'église Saint-Aubin.

### Lieux et monuments
Église Saint-Aubin.

### Personnalités liées à la commune
- Charles-Adolphe Truelle (1816-1897), député d'Eure-et-Loir de l'arrondissement de Nogent-le-Rotrou de 1876 à 1885, mort le 23 avril 1897 à Coudreceau.
- Alphonse Gaudron (1880-1967), évêque d'Évreux de 1930 à 1964, est né à Coudreceau.